# Relations entre Israël et l'Ouganda
Les relations entre Israël et l'Ouganda font référence aux relations diplomatiques entre la république d'Ouganda et l'État d'Israël. Les deux pays sont membres des Nations unies. Les deux États ont des relations diplomatiques actives, mais aucun des deux n'a d'ambassadeur résident chez l'autre. L'ambassadeur d'Ouganda en lien avec Israël est au Caire. Au début du 20e siècle, certains militants sionistes ont envisagé de fonder temporairement un État hébreu en Ouganda.

## Premiers contacts entre les populations

### Le projet Ouganda
En 1903, Theodor Herzl, fondateur du mouvement sioniste, rencontre le ministre britannique des Colonies Joseph Chamberlain pour lui demander de mettre un territoire de l'Empire britannique à disposition pour fonder un foyer pour le peuple juif. À l'époque, la Palestine fait partie de l'Empire ottoman où un État hébreu n'est pas envisageable, et l'Ouganda est évoqué comme territoire possible pour y installer un foyer juif. L'idée de Theodor Herzl est accueillie avec enthousiasme lors du sixième congrès sioniste, mais celle-ci est finalement rejetée dans les mois qui suivent par une majorité de militants sionistes qui refusent un État juif ailleurs que sur la terre biblique,.
Après la Première Guerre mondiale, l'Empire ottoman se disloque et le choix de la Palestine, passée sous contrôle britannique, redevient consensuel dans les mouvements sionistes.

### Premières communautés juives en Ouganda
Au début du 20e siècle, Semei Kakungulu, un chef de guerre de la région de Mbale dans l'Est de l'Ouganda, crée un mouvement religieux, les « Abayudaya », largement inspiré par le judaïsme dont il adopte le calendrier hébraïque, et fonde plusieurs synagogues. À la suite de son décès en 1928, son mouvement continue de s'épanouir dans l'isolement des juifs du reste du monde. Ce n'est qu'à partir des années 1960, près de quinze ans après la fondation de l'État d'Israël en 1948, que les premiers contacts se nouent entre Abayudaya et Israéliens.

## Relations diplomatiques entre Israël et l'Ouganda

### Premières années après l'indépendance de l'Ouganda

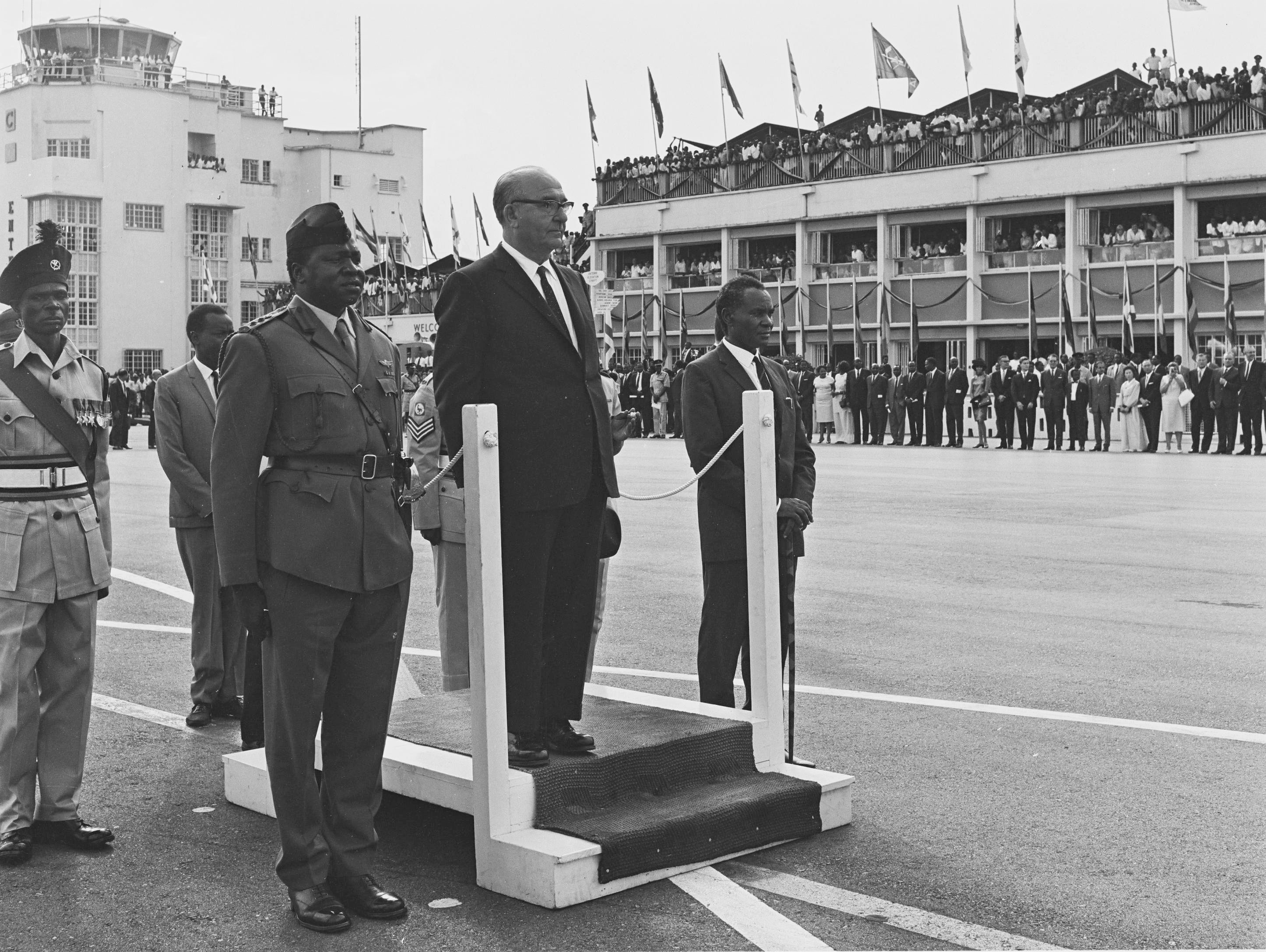
Le Premier ministre israélien Levi Eshkol, accueilli en Ouganda par le général Idi Amin Dada en 1966, 5 ans avant son coup d'État

L'indépendance de l'Ouganda de l'Empire britannique est officiellement proclamée le 9 octobre 1962, environ quinze ans après la proclamation d'indépendance de l'État hébreu (14 mai 1948). Les premières relations entre les deux États sont positives. Israël est alors très actif en Afrique de l'Est, à la recherche de soutiens contre les pays arabes coalisés contre l'État hébreu, et apporte un appui militaire aux chefs d'État africains qui lui sont favorables.
Le Premier ministre israélien Levi Eshkol se rend à Kampala, capitale de l'Ouganda en 1966, où il est accueilli par l'officier et futur chef d'État Idi Amin Dada, deux ans après que celui-ci ait effectué lui-même un séjour en Israël pour une formation de parachutiste.
Israël signe dans les années 1960 une série d'accords pour déployer des infrastructures militaires dans différents pays africains afin d'encercler l'Égypte. En 1969, un accord secret est signé avec l’Ouganda pour la mise en place d’un aéroport susceptible de menacer le barrage d’Assouan sur le Nil.

### L'époque d'Idi Amin Dada
Le général ougandais Idi Amin Dada prend le pouvoir par un coup d'État militaire le 25 janvier 1971, en l'absence du président ougandais Milton Obote (le « père de l'indépendance »), qui assiste à un sommet du Commonwealth à Singapour. Sa prise de pouvoir est accueillie avec satisfaction en Grande-Bretagne, aux États-Unis et en Israël, Amin Dada ayant promis de revenir sur le programme de nationalisation entamé par son prédécesseur, qui risquait de compromettre leurs intérêts. En outre, Milton Obote avait menacé de quitter le Commonwealth si les Britanniques reprenaient leurs ventes d’armes au régime raciste d’Afrique du Sud, avec qui Israël entretenait des relations bilatérales fortes. Ainsi, c'est en Israël qu'Amin Dada effectue son premier voyage diplomatique après sa prise de pouvoir.
Néanmoins, l'accession à la présidence d'Amin Dada est suivie par une vague de persécutions visant non seulement les partisans d’Obote, mais aussi l’intelligentsia ougandaise dont il se méfie. La violence imposée par le dictateur augmente et cible les ethnies dont il n'est pas issu (notamment les Abayudaya) et les communautés étrangères, particulièrement les asiatiques (environ 60 000 indo-pakistanais étaient installés en Ouganda), à qui il ordonne de quitter le pays en août 1972.
Constatant la dérive autoritaire d’Amin Dada, le Royaume-Uni et Israël, ses principaux soutiens étrangers, commencent à restreindre leur aide et refusent de lui vendre de nouvelles armes. En réaction, Amin Dada rompt ses relations avec Israël, donne quatre jours aux ressortissants de l’État hébreu pour quitter l'Ouganda, et se tourne vers la Libye de Kadhafi, l’Union soviétique, et les mouvements nationalistes palestiniens à qui il met à disposition les locaux de l'ambassade israélienne.
Le 27 juin 1976, un Airbus d’Air France avec 246 passagers et 12 membres d'équipage à bord reliant Tel Aviv à Paris, est détourné vers la Libye après une escale à Athènes par quatre terroristes qui exigent la libération de 53 prisonniers pro-palestiniens. L’avion se pose une première fois à Benghazi, pour y faire le plein de kérosène, puis repart en direction du sud de l'Afrique sans avoir, à ce moment-là, planifié de destination. Après avoir tourné en rond pendant plus d'une heure, l'avion atterrit à l'aéroport d'Entebbe en Ouganda, situé à une trentaine de kilomètres de la capitale Kampala. Il est aujourd’hui communément admis qu'Amin Dada, en dépit de sa sympathie pour l'Organisation de libération de la Palestine, n'avait aucun lien avec les preneurs d'otages et n'a été informé qu'au dernier moment de l’atterrissage de l'avion détourné.

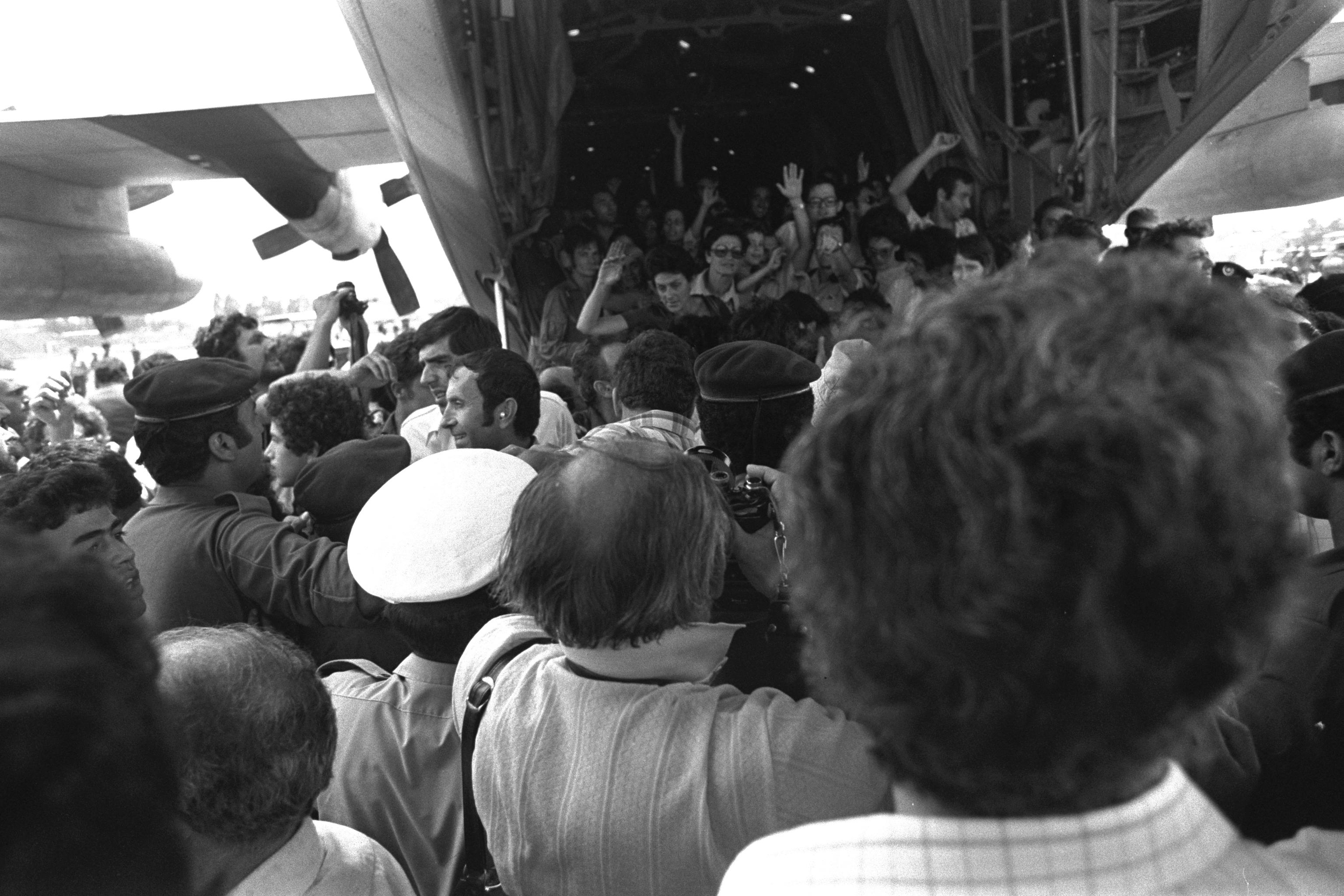
Débarquement des passagers libérés à l'Aéroport international David Ben Gourion à Tel-Aviv

Après la libération de 147 otages par les ravisseurs, un assaut est lancé le 3 juillet 1976 par des commandos israéliens arrivés par avion à Entebbe sans être repérés, bénéficiant des descriptions de l'aéroport communiquées par les otages libérés. La quasi-totalité des otages restants est libérée (trois sont tués lors d'échanges de tirs) et évacuée à bord de trois Hercules C-130 israéliens, et les sept preneurs d'otage (trois complices les avaient rejoints) sont tués. Alors qu'Amin Dada se donnait jusque là l'image d'un médiateur, l'armée ougandaise attaque le commando israélien, provoquant la mort d'une vingtaine de soldats ougandais dans les échanges de tirs, ainsi que l'officier Yonathan Netanyahu, responsable du raid et frère du futur premier ministre d’Israël Benyamin Netanyahou. Onze avions ougandais sont détruits au sol par le raid pour éviter tout risque d'être poursuivis. Dora Bloch, une otage israélienne évacuée quelques jours plus tôt vers un hôpital ougandais après un grave malaise, est assassinée le lendemain.
Les jours suivants, Amin Dada, se présentant comme une victime d'Israël, convoque une session du Conseil de sécurité de l'ONU, afin d'obtenir une condamnation du raid pour violation de sa souveraineté nationale. Mais sa demande est rejetée par le Conseil, qui estime que l’action israélienne n’avait « pas pour but de nuire à l’Ouganda, mais de libérer leurs ressortissants, menacés de mort par des terroristes ».
Deux ans plus tard, soucieux de redorer son prestige à la suite du raid d'Entabbe, Amin Dada attaque la Tanzanie où de nombreux opposants ougandais ont trouvé refuge, comme l'ancien président Milton Obote. La victoire rapide en 1979 de l'armée tanzanienne, appuyée par l'Armée de libération nationale en Ouganda, provoque la chute et l'exil d'Amin Dada, et le retour au pouvoir de son prédécesseur Milton Obote jusqu'en 1986.

### L'époque de Yoweri Museveni

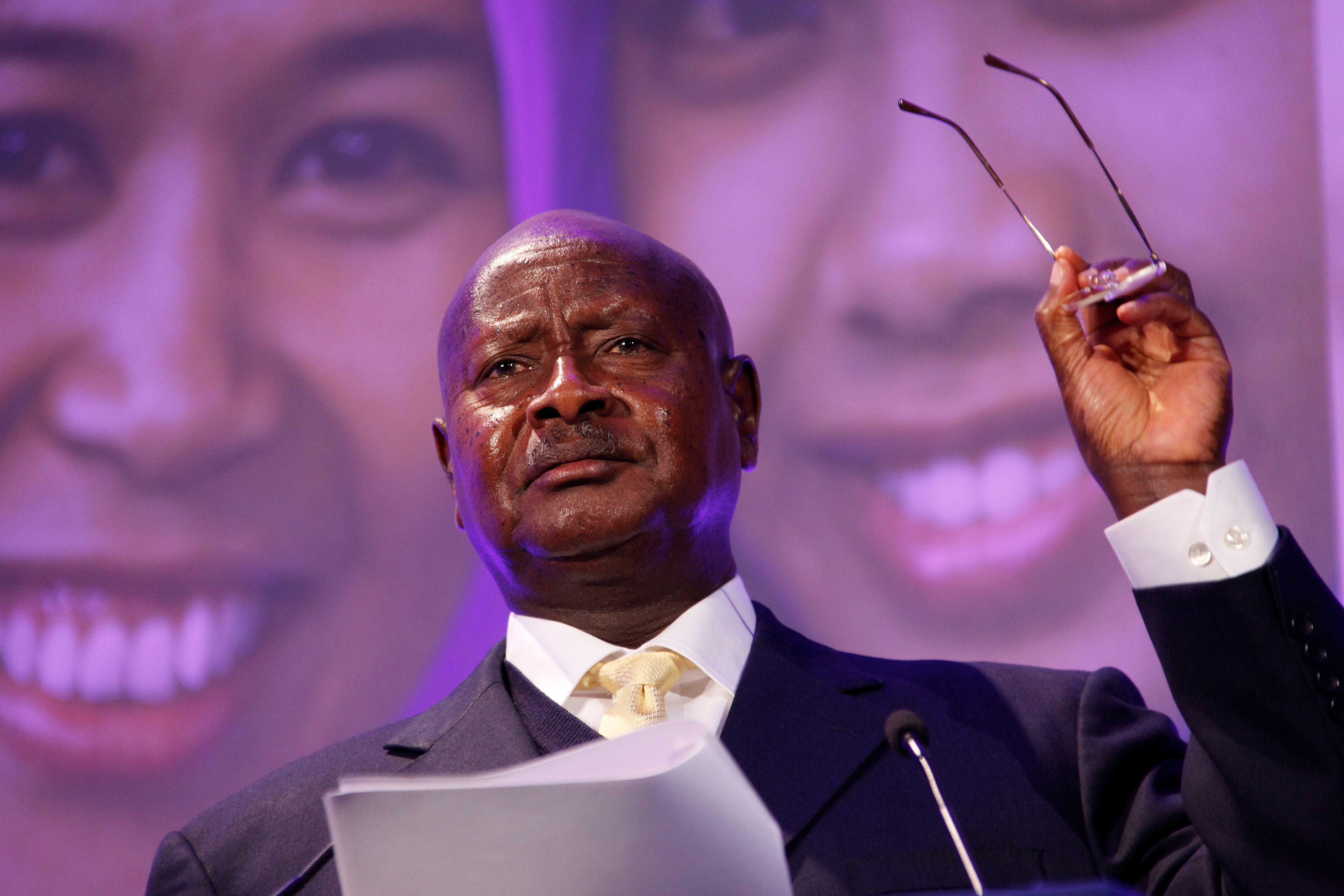
Yuweri Museveni, président ougandais depuis 1986.

Les relations entre Israël et l'Ouganda sont rétablies peu après la prise de pouvoir de Yoweri Museveni en 1986, mais ce n'est qu'en 2003 que celui-ci, toujours président d'Ouganda, se rend en Israël pour la première fois et rencontre Benyamin Netanyahou alors Ministre des Affaires étrangères. En 2011, le président ougandais, en exercice depuis 25 ans, se rend une seconde fois en Israël et se lie d'amitié avec Rafael Eitan, un industriel israélien et ancien directeur du Mossad.
En juillet 2016, Benyamin Netanyahou, alors Premier ministre d'Israël, se rend en Ouganda et rencontre à nouveau Yoweri Museveni, avant de participer au palais présidentiel à un sommet régional avec responsables de sept États africains. En dehors du domaine sécuritaire, principal sujet de leurs échanges, le président ougandais appelle à l'apaisement dans le conflit israélo-palestinien, insistant sur la nécessité pour « tous les deux (qui) habitent la même terre, de se mettre d’accord pour habiter côte à côte dans deux États. ». Les deux chefs d'État se sont recueillent sur les lieux du raid d'Entabbe où le frère de Benyamin Netanyahou a été tué quarante ans plus tôt, tandis que le fils d'Amin Dada présente ses excuses aux familles des victimes lors d'un entretien avec la chaîne israélienne i24news.
Benyamin Netanyahou se rend de nouveau en Ouganda le 3 février 2020 cinquième voyage en Afrique en trois ans et demi, continent avec lequel Israël multiplie les prises de contact afin d'y rétablir des liens diplomatiques, dont beaucoup ont été coupés après la guerre du Kippour en 1973,. L'État hébreu a notamment rétabli ses relations avec la Zambie en octobre 2015, et le Tchad en janvier 2019. Lors de cette visite de Benyamin Netanyahou, Yoweri Museveni lui déclare envisager l'ouverture d'une ambassade de l'Ouganda à Jérusalem. Mais la visite du Premier ministre israélien est surtout marquée par sa rencontre à Entabbe avec le général soudanais Abdel Fattah Al-Burhan, organisée par le gouvernement ougandais, pour discuter d'une normalisation des relations entre Israël et le Soudan.

## Domaines de coopération

### Échanges commerciaux
Les exportations israéliennes en Ouganda sont essentiellement constituées d'armements, de technologies agricoles et d'infrastructures énergétiques.

### Accueil des réfugiés
En 2014, des accords secrets ont été signés entre Israël d'une part, l’Ouganda et le Rwanda d'autre part, pour l’accueil de réfugiés africains expulsés par Israël.